# Flens socken
Flens socken i Södermanland ingick i Villåttinge härad, ombildades 1949 till Flens stad, ingår sedan 1971 i Flens kommun och motsvarar från 2016 Flens distrikt.
Socknens areal var 50,13 kvadratkilometer, varav 45,0 land. År 1948 fanns här 4 308 invånare. Stenhammars slott samt tätorten och kyrkbyn Flen med sockenkyrkan Flens kyrka låg i socknen.  

## Administrativ historik
Flens socken har medeltida ursprung. Flen låg ursprungligen i Oppunda härad, men överfördes på 1500-talet till Villåttingen.
Vid kommunreformen 1862 övergick socknens ansvar för de kyrkliga frågorna till Flens församling och för de borgerliga frågorna till Flens landskommun. Landskommunen ombildades 1949 till Flens stad som 1971 ombildades till Flens kommun. Församlingen uppgick 2010 i Flen, Helgesta-Hyltinge församling.
1 januari 2016 inrättades distriktet Flen, med samma omfattning som församlingen hade 1999/2000.  
Socknen har tillhört län, fögderier, tingslag och domsagor enligt vad som beskrivs i artikeln Villåttinge härad.  De indelta soldaterna tillhörde Södermanlands regemente, Oppunda kompani.

## Geografi

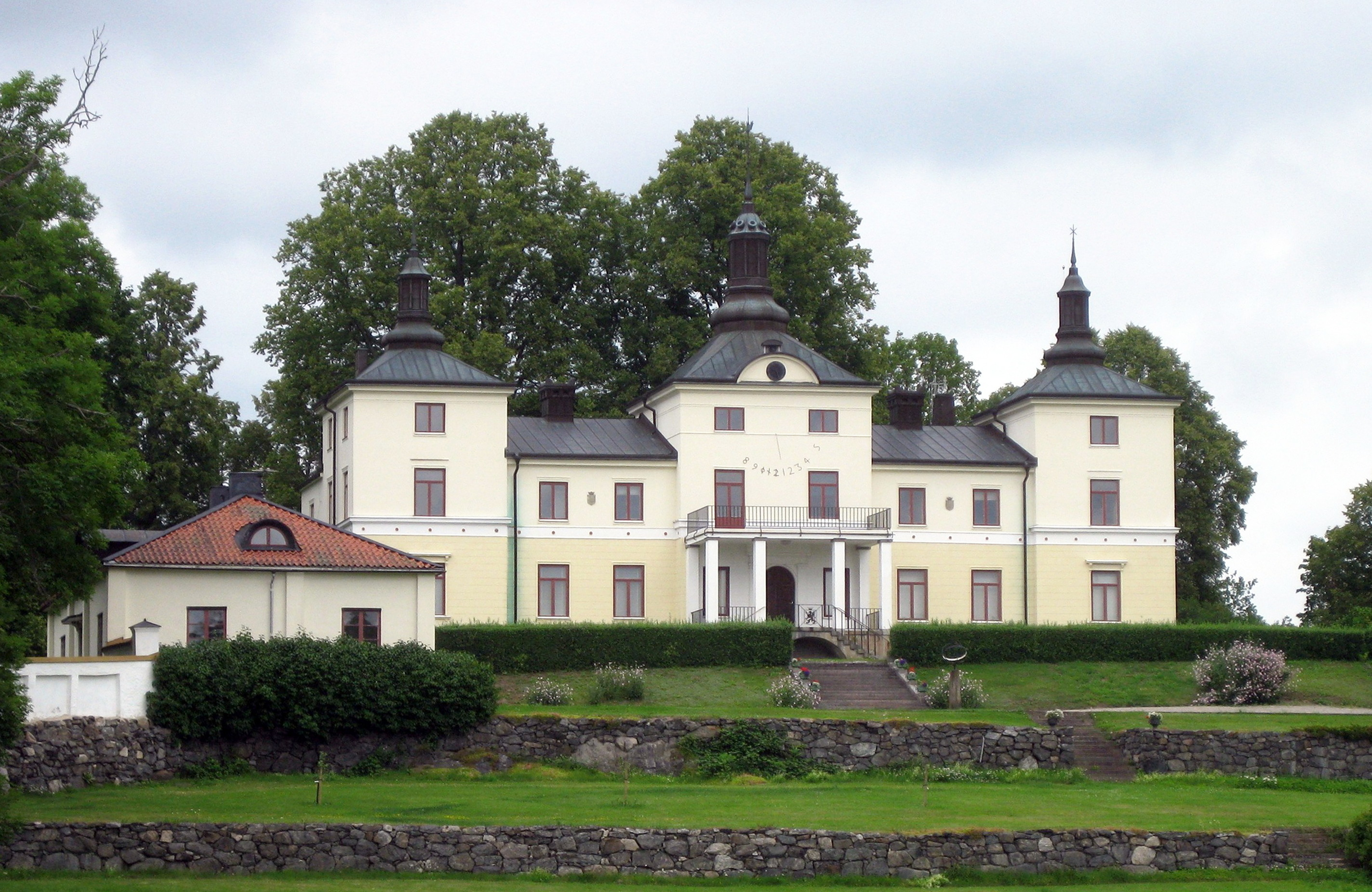
Stenhammars slott.

Flens socken ligger väster om Båven kring Hälleforsån med Orrhammaren i nordost och Valdemaren i sydväst. Socknen är en sjörik skogsbygd med odlingsbygd vid sjöarna och vattendragen.

## Fornlämningar
Lösfynd och några boplatser från stenåldern är funna.  Från järnåldern finns spridda stensättningar, fem gravfält med en skeppssättning och tre fornborgar. Fyra runristningar och en vikingatida silverskatt har påträffats.

## Namnet
Namnet (1367 Flen) kommer från kyrkbyn och innehåller flen, 'bar, naken' i betydelsen 'kal berghäll, kalt berg'. Kyrkbyn ligger på en höjd med kalt berg.